# Lijst van onroerend erfgoed in Tessenderlo-Ham
Een overzicht van het onroerend erfgoed in de gemeente Tessenderlo-Ham, ingedeeld naar deelgemeente. Het onroerend erfgoed maakt deel uit van het cultureel erfgoed in België.

## Kwaadmechelen
| Object                                        | Erfgoedstatus?  | Bouwjaar of architect | Deelgemeente  | Adres           | Coördinaten                 | Nummer? | Afbeelding                                    |
| --------------------------------------------- | --------------- | --------------------- | ------------- | --------------- | --------------------------- | ------- | --------------------------------------------- |
| Parochiekerk Sint-Lambertus                   | Monument: toren |                       | Kwaadmechelen | Dorpsstraat 16  | 51° 6' 6" NB, 5° 8' 49" OL  | 21815   | Parochiekerk Sint-Lambertus                   |
| Pastorie van de Sint-Lambertusparochie        |                 |                       | Kwaadmechelen | Dorpsstraat 21  | 51° 6' 4" NB, 5° 8' 54" OL  | 21816   | Pastorie van de Sint-Lambertusparochie        |
| Onze-Lieve-Vrouwekapel                        |                 |                       | Kwaadmechelen | Vissersstraat   | 51° 6' 9" NB, 5° 8' 17" OL  | 21817   | Onze-Lieve-Vrouwekapel                        |
| Sint-Annakapel ANNO 1860                      |                 |                       | Kwaadmechelen | Kanaalstraat    | 51° 6' 1" NB, 5° 8' 29" OL  | 21819   | Sint-Annakapel ANNO 1860                      |
| Langgestrekte hoeve                           |                 |                       | Kwaadmechelen | Kanaalstraat 60 | 51° 5' 59" NB, 5° 8' 14" OL | 21821   | Langgestrekte hoeve                           |
| Parochiekerk Onze-Lieve-Vrouw-Hemelvaart 1840 | orgel           |                       | Kwaadmechelen | Kerkstraat      | 51° 5' 2" NB, 5° 6' 18" OL  | 21823   | Parochiekerk Onze-Lieve-Vrouw-Hemelvaart 1840 |
| Onze-Lieve-Vrouwekapel                        |                 |                       | Kwaadmechelen | Broekstraat     | 51° 6' 33" NB, 5° 8' 26" OL | 21824   | Onze-Lieve-Vrouwekapel                        |

## Oostham
| Object                                 | Erfgoedstatus?          | Bouwjaar of architect | Deelgemeente | Adres            | Coördinaten                  | Nummer? | Afbeelding                             |
| -------------------------------------- | ----------------------- | --------------------- | ------------ | ---------------- | ---------------------------- | ------- | -------------------------------------- |
| Parochiekerk Onze-Lieve-Vrouw-Geboorte | Monument: toren en koor |                       | Oostham      | Heldenplein 1    | 51° 6' 14" NB, 5° 10' 42" OL | 21825   | Parochiekerk Onze-Lieve-Vrouw-Geboorte |
| Herenhuis                              |                         |                       | Oostham      | Heldenplein 2    | 51° 6' 16" NB, 5° 10' 48" OL | 21826   | Herenhuis                              |
| Oude pastorie                          | Monument                |                       | Oostham      | Pastoriestraat 5 | 51° 5' 52" NB, 5° 10' 26" OL | 21832   | Oude pastorie                          |
| Hoeve met losse bestanddelen           |                         |                       | Oostham      | Langven 38       | 51° 6' 58" NB, 5° 10' 42" OL | 83598   | Hoeve met losse bestanddelen           |
| Hoeve met losse bestanddelen           |                         |                       | Oostham      | Langven          | 51° 7' 1" NB, 5° 10' 45" OL  | 83599   | Hoeve met losse bestanddelen           |
| Kleine hoeve                           |                         |                       | Oostham      | Pastoriestraat 6 | 51° 5' 51" NB, 5° 10' 24" OL | 83768   | Kleine hoeve                           |
| Schans van Gerhees                     | Monument                |                       | Oostham      | Boskant          | 51° 6' 35" NB, 5° 12' 20" OL | 200395  | Schans van Gerhees                     |

## Tessenderlo
| Object                                            | Erfgoedstatus? | Bouwjaar of architect | Deelgemeente | Adres              | Coördinaten                 | Nummer? | Afbeelding                                        |
| ------------------------------------------------- | -------------- | --------------------- | ------------ | ------------------ | --------------------------- | ------- | ------------------------------------------------- |
| Parochiekerk Sint-Martinus                        | Monument       |                       | Tessenderlo  | Markt 3B           | 51° 4' 4" NB, 5° 5' 19" OL  | 23176   | Parochiekerk Sint-Martinus                        |
| Dorpswoning                                       |                |                       | Tessenderlo  | Markt 10           | 51° 4' 3" NB, 5° 5' 14" OL  | 23177   | Dorpswoning                                       |
| Neoclassicistisch burgerhuis                      |                |                       | Tessenderlo  | Markt 11           | 51° 4' 2" NB, 5° 5' 12" OL  | 23178   | Neoclassicistisch burgerhuis                      |
| Witherenpastorie van de Sint-Martinusparochie     | Monument       |                       | Tessenderlo  | Markt 21           | 51° 4' 4" NB, 5° 5' 22" OL  | 23179   | Witherenpastorie van de Sint-Martinusparochie     |
| Windmolen Oude Molen                              | Monument       |                       | Tessenderlo  | Molenstraat 2      | 51° 3' 36" NB, 5° 5' 28" OL | 23180   | Windmolen Oude Molen                              |
| Kapel Onze-Lieve-Vrouw-van-Zeven-Weeën            |                |                       | Tessenderlo  | Turnhoutsebaan     | 51° 2' 50" NB, 5° 0' 15" OL | 23182   | Kapel Onze-Lieve-Vrouw-van-Zeven-Weeën            |
| Bierhoeve                                         |                |                       | Tessenderlo  | Turnhoutsebaan 20  | 51° 2' 42" NB, 5° 0' 7" OL  | 23183   | Bierhoeve                                         |
| Molenaarshuis                                     |                |                       | Tessenderlo  | Baalmolenstraat 44 | 51° 4' 42" NB, 5° 5' 3" OL  | 23184   | Molenaarshuis                                     |
| Langgestrekte hoeve                               |                |                       | Tessenderlo  | Steenovenstraat    | 51° 1' 24" NB, 5° 3' 26" OL | 23185   | Langgestrekte hoeve                               |
| Parochiekerk Sint-Lucia                           | Monument orgel |                       | Tessenderlo  | Engsbergseweg      | 51° 1' 46" NB, 5° 2' 39" OL | 23186   | Parochiekerk Sint-Lucia                           |
| Windmolen                                         |                | 1826                  | Tessenderlo  | Smisstraat         | 51° 1' 55" NB, 5° 2' 38" OL | 23188   | Windmolen                                         |
| Parochiekerk Onze-Lieve-Vrouw Onbevlekt Ontvangen |                |                       | Tessenderlo  | Hulsterweg         | 51° 4' 10" NB, 5° 7' 34" OL | 23189   | Parochiekerk Onze-Lieve-Vrouw Onbevlekt Ontvangen |
| Onze-Lieve-Vrouwekapel                            |                | 1848                  | Tessenderlo  | Rodeheide          | 51° 4' 11" NB, 5° 5' 49" OL | 23190   | Onze-Lieve-Vrouwekapel                            |
| Kerkhoeve met tiendschuur                         | Monument       | 1771                  | Tessenderlo  | Schoterweg 96      | 51° 4' 7" NB, 5° 4' 19" OL  | 23193   | Kerkhoeve met tiendschuur                         |
| Hoeve                                             |                |                       | Tessenderlo  | Schoterweg 137     | 51° 4' 2" NB, 5° 3' 9" OL   | 23195   | Hoeve                                             |
| Parochiekerk Sint-Jozef                           | orgel          | 1875-1878             | Tessenderlo  | St.-Jozefsplein    | 51° 3' 58" NB, 5° 2' 6" OL  | 23197   | Parochiekerk Sint-Jozef                           |
| Windmolen Schaliënmolen                           | Monument       |                       | Tessenderlo  | Achterheide 7      |                             | 84273   | Windmolen Schaliënmolen                           |
| Oorlogsmonument ontworpen door J. Jourdain        | Monument       |                       | Tessenderlo  | Markt              |                             | 215778  | Oorlogsmonument ontworpen door J. Jourdain        |